# Palicidae
Palicidae – rodzina dziesięcionogów z infrarzędu krabów.
Należy tu 9 rodzajów:
- Exopalicus
- Micropalicus
- Neopalicus
- Palicoides
- Paliculus
- Palicus
- Parapalicus
- Pseudopalicus
- Rectopalicus